# ボレスワフ1世のキエフ遠征

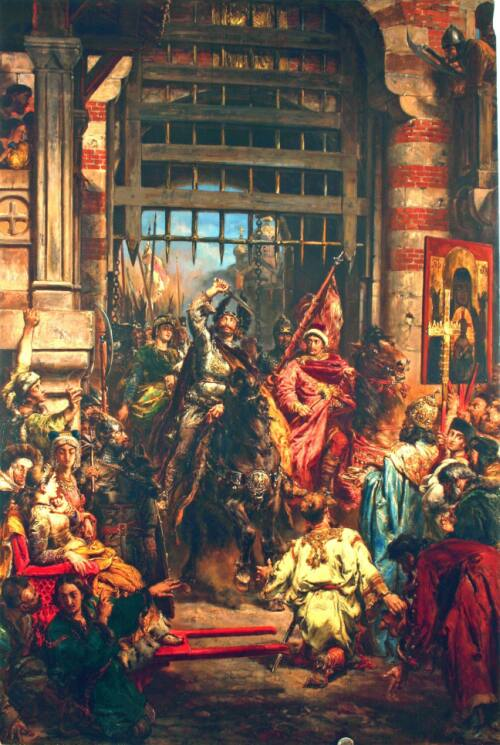
キエフの黄金の門をくぐるボレスワフ1世　(ヤン・マテイコ画)

ボレスワフ1世のキエフ遠征は、キエフ大公ウラジーミルの子、スヴャトポルクとヤロスラフによる相続争い（ルーシ内戦 (1015年-1019年)）中の1つの出来事である。スヴャトポルクがヤロスラフからキエフを奪うことに成功したが、キエフ統治に関しては、援軍として参戦したポーランド王ボレスワフ1世の介入を招いたことに関するものである。

## 歴史

### 前史
1013年、当時のキエフ大公ウラジーミルの息子の1人であるスヴャトポルク（当時トゥーロフ公）と、ポーランド王ボレスワフ1世の娘との間で婚儀が成立した。花嫁と共に、Kołobrzeg(ru)司教ラインベルン(ru)がトゥーロフに到着した。ラインベルンはスヴャトポルクに対し、父ウラジーミルに対する反乱をそそのかした。そのため、ウラジーミルはスヴャトポルク、妻、ラインベルンを投獄した。同年、義父ボレスワフはドイツ人、ペチェネグ族の傭兵部隊を率いてルーシの地を荒廃させたが、ボレスワフの試みに反し、スヴャトポルクが解放されたのは、ティトマー・フォン・メルゼブルク(ru)の記述によれば父ウラジーミルの死後のことである。
1015年、ウラジーミルが死亡すると、スヴャトポルクとヤロスラフによる後継者争いが始まった。1016年のリューベチの戦いで敗れたスヴャトポルクは、義父ボレスワフを頼ってポーランドへ落ちのびた。

### キエフ奪取
1018年、バウツェンの講和(ru)により神聖ローマ皇帝ハインリヒ2世との戦争を終結させたボレスワフは、キエフ大公位に就いていたヤロスラフに対する遠征軍を起こし、ヴォルィーニに侵入した。ボレスワフの軍勢には、ポーランド人に加え、300人のドイツ人、500人のハンガリー人、1000人のペチェネグ族も含まれていた。スヴャトポルクもまたこの遠征軍に参加した。これに対してヤロスラフは、ルーシ人とヴァリャーグからなる軍勢を率いて出撃した。ボレスワフとヤロスラフの軍はブク川河畔で遭遇し、戦闘となった。ヤロスラフ軍の戦闘準備の遅延を見て取ったボレスワフはブグ川を渡って急襲し、ヤロスラフを破った。ヤロスラフはノヴゴロドへと撤退し、ボレスワフとスヴャトポルクはキエフに入城した。

### その後
ボレスワフはキエフの支配権をスヴャトポルクに譲るかわりに、ルーシの地を割譲・支配しようとした。ボレスワフは自身の従士隊を周囲の都市に送り、支配した。これに対し、自身の統治権も剥奪されることを予期したスヴャトポルクは、ポーランド人に対する制裁を命じた。また、キエフで反乱が起こり、ボレスワフはキエフからの撤退を余儀なくされた。しかし撤退の際に、ボレスワフは国庫の財産すべてと、スヴャトポルクの姉妹らを強奪していくことに成功した。また、ルーシ西部のチェルヴェンの諸都市もポーランド王国領となった。
1043年、キエフ大公ヤロスラフ（上記のヤロスラフ）とポーランド王カジミェシュ1世との間に和平条約が結ばれた際に、1018年に捕らえられた800人のルーシの捕虜が返還された。
19世紀のポーランドの画家ヤン・マテイコの作品の中に、ボレスワフのキエフ入城の場面を描いた作品がある。